# Margarete von Navarra

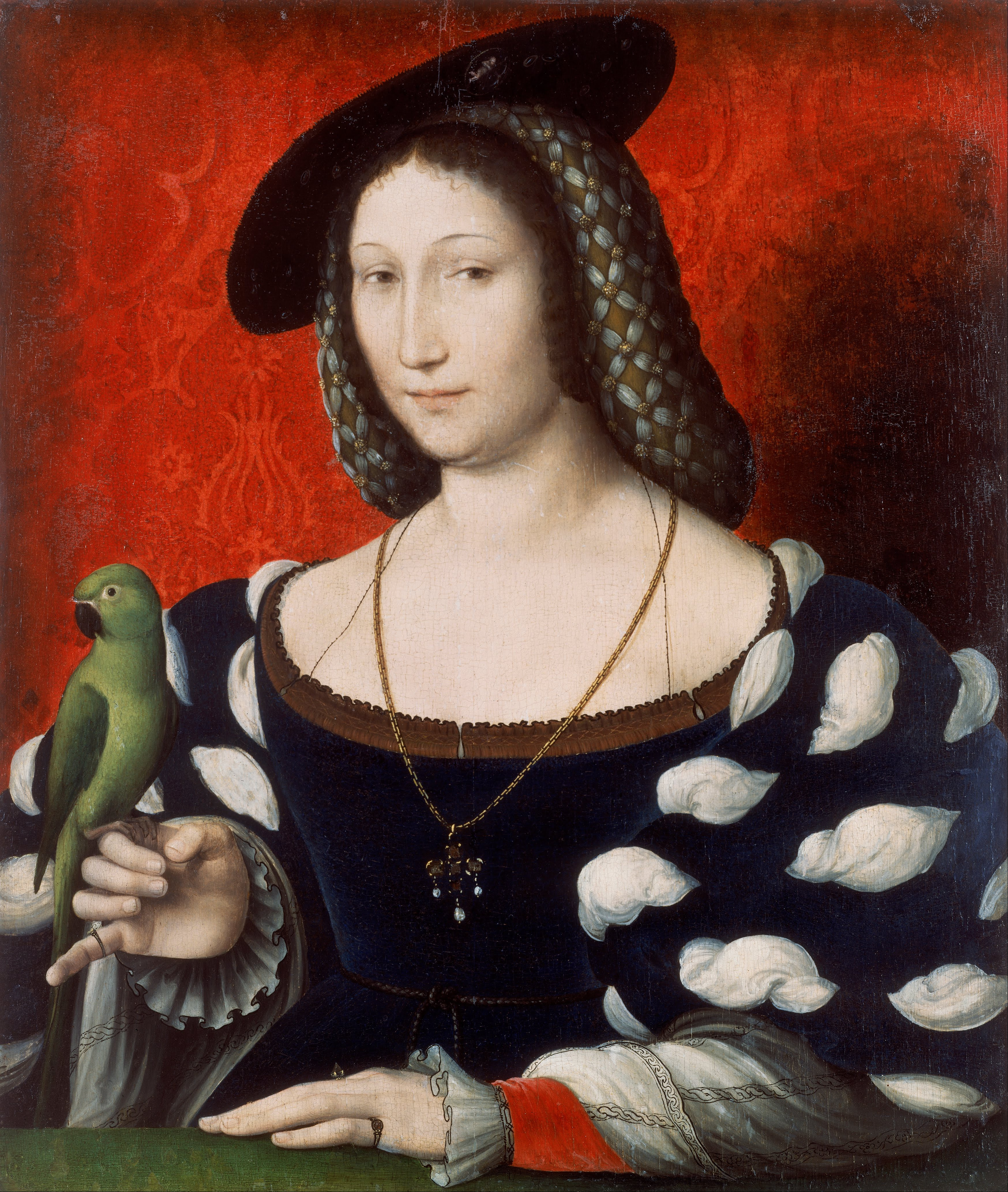
Margarete von Navarra, Porträt von Jean Clouet (um 1530)

Margarete von Navarra (auch Margarete von Angoulême, französisch Marguerite de Navarre; * 11. April 1492 in Angoulême; † 21. Dezember 1549 in Odos) war eine französische Schriftstellerin und Mäzenin. Sie war die Tochter des Grafen Karl von Angoulême und ältere Schwester König Franz’ I. von Frankreich. Durch Heirat wurde sie 1509 Herzogin von Alençon und 1527 Königin von Navarra. Sie förderte Dichter, Künstler und Gelehrte. Ihr bekanntestes literarisches Werk ist das Heptaméron.

## Leben
Margarete stammte aus einer Nebenlinie der französischen Königsfamilie, die durch den Tod von Ludwig XII. ohne männliche Erben zur Hauptlinie wurde (Haus Valois-Angoulême). Sie war Tochter des hochgebildeten Grafen Karl von Angoulême und zwei Jahre ältere Schwester von Franz von Angoulême, der 1515 als Franz I. auf den Thron nachrückte. Selbst hochgebildet wie ihr Vater, wurde sie aus dynastischen Gründen 1509 mit Herzog Karl IV. von Alençon verheiratet. Durch die Thronbesteigung ihres Bruders wurde sie neben ihrer Mutter Luise von Savoyen für eine Weile zur mächtigsten Frau Frankreichs. 1524 starb zudem Königin Claude und sie wurde mit der Aufsicht der königlichen Kinder betraut, denn sie hatte damals noch keine eigenen Kinder. Und etwa ein Jahr später reiste sie als Unterhändlerin nach Madrid, um Franz zu pflegen und zu befreien, als er dort nach der verlorenen Schlacht von Pavia 1525 als Gefangener von Karl V. festgehalten wurde.
Trotzdem wurde sie im gleichen Jahr Witwe. Danach wurde sie von vielen Fürsten für eine erneute Heirat umworben, unter anderem, wie es heißt, von Karl V. und Heinrich VIII. 1527 ließ sich Margarete, wiederum aus dynastischen Gründen, mit Henri d’Albret verheiraten, dem König des auf der nördlichen Seite der Pyrenäen gelegenen Restes des alten Königreichs Navarra, dessen größerer Teil 1512 von Spanien annektiert worden war. Der attraktive Henri war 11 Jahre jünger als sie und entstammte der gräflichen Dynastie von Foix. Das Paar lebte anfangs überwiegend am französischen Hof, verbrachte aber auch viel Zeit in den südwestfranzösischen Residenzstädtchen Nérac und Pau, wo sie einen eigenen kleinen Hof unterhielten.
Margarete, die sieben Sprachen lesen konnte, betätigte sich nicht nur als Mäzenin, sondern war auch sehr an philosophischen und Glaubensfragen interessiert. Sie las die Schriften von Platon, die sie durch die italienischen Humanisten Marsilio Ficino und Pico della Mirandola kennengelernt hatte, und sympathisierte mit Luther. Sie förderte und protegierte (und beherbergte auch häufig) Intellektuelle, die ebenfalls der Reformation zugeneigt waren, darunter Clément Marot, Bonaventure des Périers, Jacques Lefèvre d’Étaples (Übersetzung der Bibel ins Französische), Jean Calvin, Melchior Volmar, Nicolas Denisot, Jacques Peletier, Victor Brodeau, François Rabelais und Étienne Dolet. An den reformorientierten Bischof von Meaux, Guillaume Briçonnet, wandte sie sich um geistigen Beistand, ein Briefwechsel mit ihm erstreckte sich über die Jahre 1521 bis 1524. In Bourges konnte sie evangelische Studenten und Lehrer an die Universität holen, der inzwischen alte Jacques Lefèvre d´Etaples kam noch in ihrem Hof in Nérac unter. Sie machte Gérard Roussel zu ihrem Hofkaplan und später zum Bischof von Oloron, und sie stellte den Dichter Clément Marot als Sekretär an.
Eine Zeitlang hatte sie mäßigenden Einfluss auf ihren Bruder, der die Anliegen der Reformatoren zwar missbilligte, zunächst aber duldete. 1534, nach der Affaire des Placards, musste sie erleben, dass er sich, mehr aus politischen als aus religiösen Erwägungen, entschieden auf die katholische Seite schlug. Margarete selbst wurde aber von ihm geschont; persönlich neigte sie eher zu einem mystischen, undogmatischen Sensualismus als zu streng protestantischen Ansichten und verblieb in der katholischen Kirche, die sie reformieren wollte.
Ihre letzte Lebensphase verbrachte sie überwiegend in Klöstern in ihrem kleinen Königreich, fern vom Pariser Hof, wo sie u. a. in ihrer Rolle als Beschützerin der oben genannten Protestanten angefeindet wurde.
Sie starb offenbar an einer winterlichen Lungenentzündung.
Margarete hatte von ihrem ersten Gatten Karl IV. keine Kinder. Von Henri d’Albret, ihrem zweiten Ehemann, hatte sie einen Sohn, der noch als Kind starb, eine Tochter, Jeanne d’Albret (1528–1572), und mehrere Fehlgeburten. Jeannes Sohn wurde 1594 als Heinrich IV. zum König von Frankreich gekrönt.

## Literarisches Schaffen
Heute ist Margarete vor allem als Autorin ein Begriff. So publizierte sie 1524 die Versmeditation Dialogue en forme de vision nocturne, was eine Auseinandersetzung mit dem Tod ihrer achtjährigen Nichte war. 1531 ließ sie drei religiöse Langgedichte drucken unter dem Titel des längsten von ihnen, Le Miroir de l’âme pécheresse (deutsch: Der Spiegel der sündigen Seele). Das Büchlein spiegelt das enorme Interesse, das die von Reformatoren und Anti-Reformatoren polarisierten gebildeten Schichten, nicht zuletzt auch der Adel, theologischen Problemen entgegenbrachten, insbesondere der neuen Frage nach dem Verhältnis des einzelnen Gläubigen zu „seinem“ Gott. Es wurde in seiner zweiten Ausgabe von 1533 von der Sorbonne verurteilt.
Ihren literarischen Ruhm erlangte Margarete durch das 1542 begonnene Heptaméron, eine Novellensammlung mit Rahmenhandlung, die wie praktisch alle Novellensammlungen der Zeit in der Tradition des Decamerone von Giovanni Boccaccio (um 1350) steht.

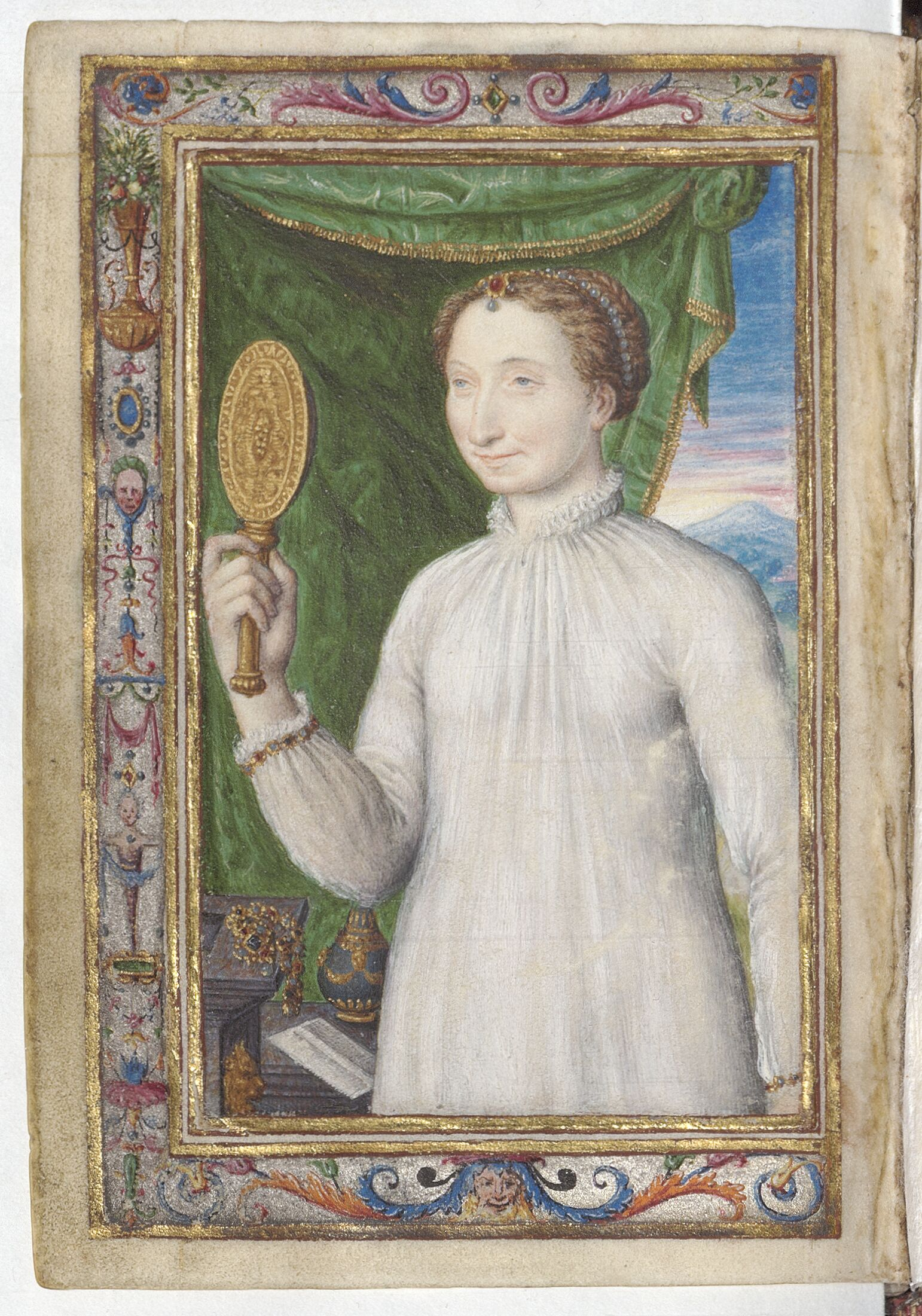
Margarete im Stundenbuch der Caterina de’ Medici

Das wohl per Diktat, zum Teil auf Reisen, entstandene Werk sollte ursprünglich ebenfalls hundert Novellen umfassen, die an zehn Tagen von zehn Personen (fünf Damen und fünf Herren) erzählt werden sollten; es blieb jedoch unvollendet durch den Tod Margaretes bei Novelle 72. Hauptthema ist, wie in allen Sammlungen dieser Art, die Anziehungskraft der Geschlechter aufeinander und die vielgestaltigen Verwicklungen, die sie zu verursachen pflegt. Neu ist Margaretes Behauptung absoluter Wahrheitstreue des Erzählten und neu auch ihre Idee, ihr Zehnergremium nach jeder Novelle mehr oder weniger ausführlich über deren jeweilige Moral diskutieren zu lassen. Da diese Diskussionen häufig wenig zielstrebig wirken und der Leser den sehr idealistischen Standpunkt der Autorin selbst nicht immer recht erkennt oder nicht nachvollziehen kann, erschienen sie bereits jüngeren Zeitgenossen wie Montaigne als etwas aufgesetzt und blutlos.
Das Werk wurde postum 1559 im Auftrag von Margaretes Tochter Jeanne d’Albret im Originaltext und mit dem etwa passenden Titel L’Heptaméron (Das Sieben-Tage-Werk) veröffentlicht, nachdem schon 1558 unter dem Titel Histoires des amants fortunés ein Raubdruck erschienen war, dessen Text im Sinne des gegenreformatorischen Konzils von Trient (1545–1563) theologisch und moralisch „gereinigt“, das heißt mitunter ziemlich verstümmelt worden war.
Noch zu ihren Lebzeiten dagegen erschien eine Sammlung von Gedichten unter dem mit ihrem Namen spielenden Titel Marguerites de la marguerite des princesses (Margariten von der Margarite der Fürstinnen, 1547). Erhalten sind darüber hinaus einige ungedruckt gebliebene Theaterstücke sowie zahlreiche Briefe. Eine Sammlung ebenfalls ungedruckt gebliebener Gedichte erschien 1896 als Les dernières poésies (letzte Dichtungen).

## Textausgaben und Übersetzungen
Gesamtausgabe
- Marguerite de Navarre: Œuvres complètes, hrsg. von Nicole Cazauran. Honoré Champion, Paris 2001 ff. (kritische Edition). Bisher erschienen:
  - Band 1: Pater Noster et Petit Œuvre dévot, hrsg. von Sabine Lardon, 2001, ISBN 2-7453-0293-0
  - Band 3: Le Triomphe de l’Agneau, hrsg. von Simone de Reyff, 2001, ISBN 2-7453-0576-X
  - Band 4: Théâtre, hrsg. von Geneviève Hasenohr, Olivier Millet, 2002, ISBN 2-7453-0705-3
  - Band 5: L’Histoire des Satyres, et Nymphes de Dyane. Les Quatre Dames et les quatre Gentilzhommes. La Coche, hrsg. von André Gendre, Loris Petris, Simone de Reyff, 2012, ISBN 978-2-7453-2390-3
  - Band 8: Chrétiens et mondains, poèmes épars, hrsg. von Richard Cooper, 2007, ISBN 978-2-7453-1572-4
  - Band 9: La Complainte pour un detenu prisonnier et les Chansons spirituelles, hrsg. von Michèle Clément, 2001, ISBN 2-7453-0294-9
  - Band 10 (in drei Teilbänden): L’Heptaméron, hrsg. von Nicole Cazauran, Sylvie Lefèvre, 2013, ISBN 978-2-7453-2483-2

Ausgaben einzelner Werke
- Marguerite de Navarre: Chansons Spirituelles, hrsg. von Georges Dottin. Droz, Genève 1971 (kritische Edition)
- Marguerite de Navarre: Le Miroir de l’âme pécheresse, 1531, hrsg. von Renja Salminen. Academia Scientiarum Fennica, Helsinki 1979, ISBN 951-41-0362-9 (Kritische Edition mit Kommentar; deutsch: Ein Spiegel der sündigen Seele)
- Marguerite de Navarre: Les Prisons, hrsg. von Simone Glasson. Droz, Genève 1978 (kritische Edition mit Kommentar)
- Marguerite de Navarre: Les Prisons. A French and English Edition, hrsg. von Claire Lynch Wade. Peter Lang, New York 1989, ISBN 0-8204-0802-6 (kritische Edition)

Übersetzung
- Das Heptameron. Die galanten Geschichten der Königin Margarete von Navarra, übersetzt von Johannes Carstensen. Pawlak, Herrsching 1980
- Dale, Hilda (translated by): The Prisons of Marguerite de Navarre. Whiteknights Press, Reading, U.K. 1989.